# Цвет настроения синий
«Цвет настроения синий» — песня Филиппа Киркорова, выпущенная 14 марта 2018 года лейблом «Первое музыкальное издательство» в качестве сингла. Автор текста и музыки — Антон Пустовой, музыкальный продюсер — Светлана Лобода. На песню был снят музыкальный видеоклип, который собрал более 3 миллионов просмотров за сутки, возглавив тренды видеохостинга YouTube. К 7 мая 2018 года количество просмотров клипа на YouTube превысило отметку в 19 миллионов, а к 28 мая — 30 миллионов просмотров.

## Музыкальный видеоклип
27 апреля 2018 года в эфире шоу «Вечерний Ургант» состоялась премьера музыкального видеоклипа. Продюсером стал Иван Ургант, авторы сценария — Александр Гудков, Григорий Шатохин и Вадим Селезнёв, режиссёры — Роман Ким, Михаил Семичев. Съёмочный процесс продлился неделю из-за стыковки графика с другими участниками клипа, такими звёздами российской эстрады, как Николай Басков, Яна Рудковская, Александр Плющенко, Ольга Бузова, Григорий Лепс, Тимати, Гнойный, Амиран Сардаров, Иван Ургант и Лейоми Мальдонадо.

## Критика
После выпуска музыкального видеоклипа на онлайн-платформе для размещения петиций Change.org был организован сбор подписей с требованием лишить Филиппа Киркорова звания народного артиста России: поведение исполнителя в кадре автор петиции счёл недостойным этого звания. По словам автора петиции, в видеоклипе открыто пропагандируется распущенное и развратное поведение, употребление алкоголя (в том числе малолетними и несовершеннолетними людьми), используется нецензурная лексика. 4 мая Филипп Киркоров в ответ на петицию заявил, что его песня возглавила главные чарты Apple Music и iTunes в России.

## Чарты
| Чарт (2018)      | Высшая позиция |
| ---------------- | -------------- |
| СНГ (TopHit)     | 1              |
| Россия (TopHit)  | 13             |
| Украина (TopHit) | 16             |

| Чарт (2018)     | Позиция |
| --------------- | ------- |
| Russia (Tophit) | 58      |